# Bubikon
Bubikon (toponimo tedesco) è un comune svizzero di 7 115 abitanti del Canton Zurigo, nel distretto di Hinwil.

## Monumenti e luoghi d'interesse

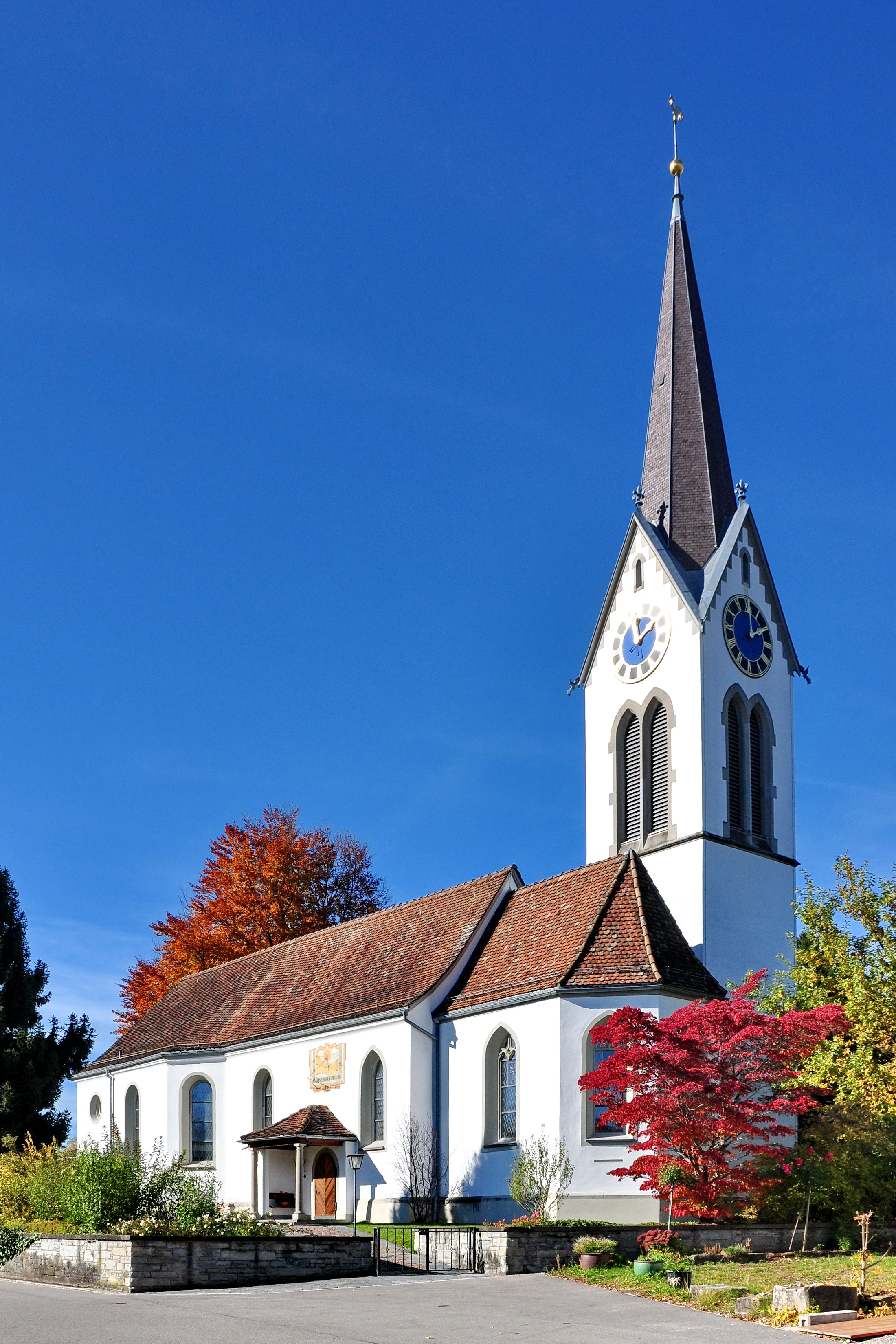
La chiesa riformata

- Chiesa riformata, attestata dal 1194[1].

## Società

### Evoluzione demografica
L'evoluzione demografica è riportata nella seguente tabella:
Abitanti censiti

## Infrastrutture e trasporti

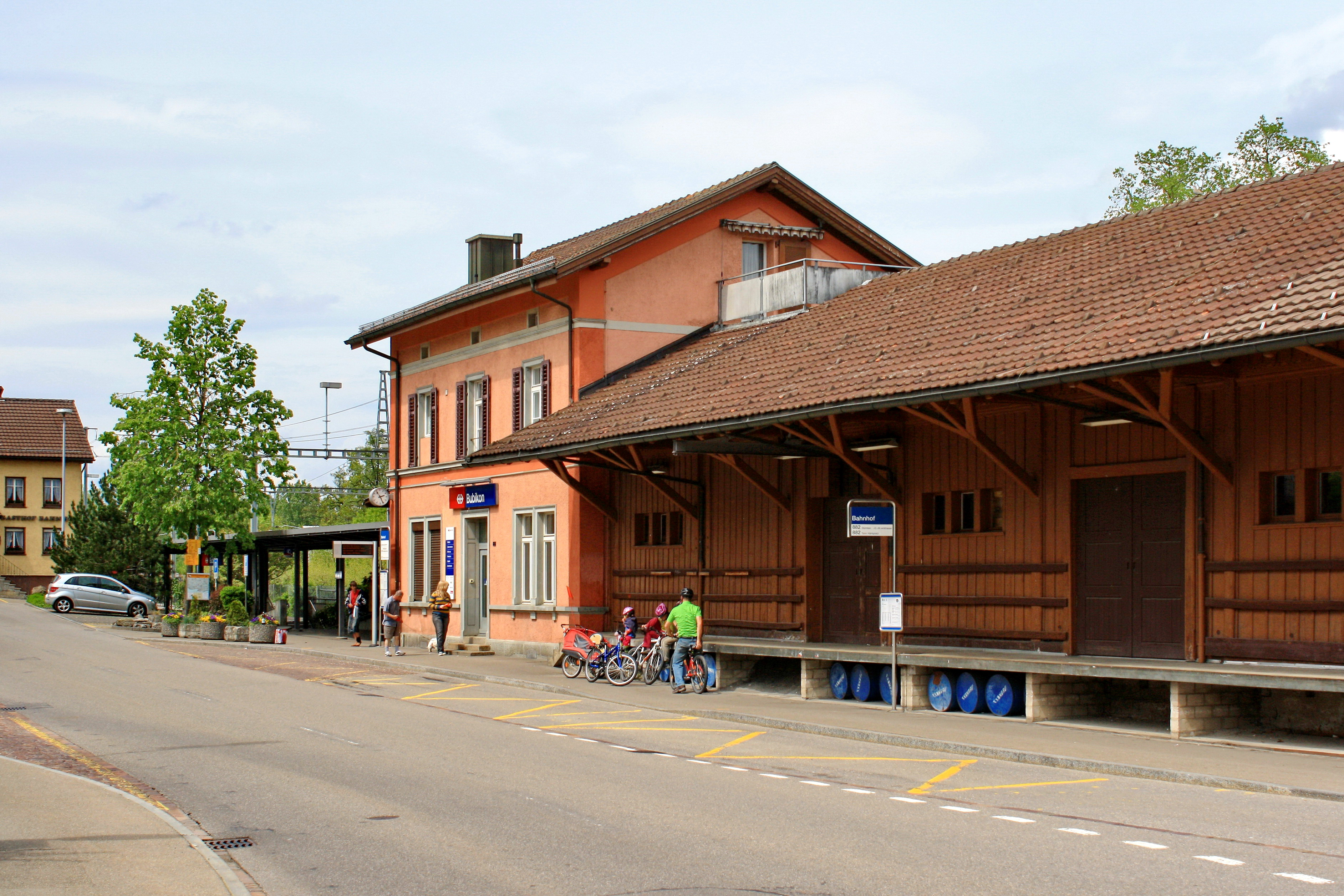
La stazione di Bubikon

Bubikon è servito dall'omonima stazione sulla ferrovia Wallisellen-Rapperswil; fino al 1948 era servita anche dalla ferrovia Uerikon-Bauma.

## Amministrazione
Ogni famiglia originaria del luogo fa parte del cosiddetto comune patriziale e ha la responsabilità della manutenzione di ogni bene ricadente all'interno dei confini del comune.